# Neocordulia santacatarinensis
Neocordulia santacatarinensis – gatunek ważki z rodziny Synthemistidae. Znany tylko z jednego okazu – samca odłowionego jako larwa i trzymanego w laboratorium aż do przeobrażenia w postać dorosłą w 2006 roku. Miejsce typowe to gmina Ponte Serrada w stanie Santa Catarina w południowej Brazylii.